# Войцехович, Сергей Григорьевич
Сергей Григорьевич Войцехович (20 марта 1903, д. Серяги, Слуцкий район — 3 сентября 1977) — один из руководителей коммунистического подполья и партизанского движения на территории Пинской области в годы Великой Отечественной войны.
Член КПСС с 1926 года. Окончил Коммунистический университет Беларуси в 1932 году. С 1933 года на партийной работе в Слуцке, с 1938 инструктор ЦК КП(б)Б, с апреля 1941 года секретарь Пинского обкома КП(б)Б, с 23 апреля 1943 года по июль 1944 года 2-й секретарь Пинского подпольного обкома КП(б)Б. В 1944-47 годах секретарь Пинского обкома КП(б)Б.